# FastStone Capture
FastStone Capture là phần mềm shareware chụp màn hình của công ty FastStone Soft. Nó hỗ trợ nhiều kiểu chụp màn hình (chụp toàn bộ màn hình, chụp một window, chụp một vùng hình hình chữ nhật hoặc có hình dạng bất kì) và xuất ra dưới nhiều định dạng ảnh thông dụng.

## Tính năng
Trong Windows, để chụp màn hình ta có thể ấn phím PrtSc (hoặc để chụp cửa sổ hiện hành, Alt-PrtSc). FastStone Capture, cũng như một số phần mềm chụp màn hình khác, hỗ trợ thêm chụp một vùng màn hình, hoặc một phần của cửa sổ (window). Ngoài ra, sau khi chụp, hình ảnh không nhất thiết được đưa vào clipboard mà có thể cho ra các file (có thể được tự động đánh số), tải lên mạng, in ra trực tiếp, hoặc đưa vào công cụ chỉnh sửa trước khi lưu vào file.
Công cụ chỉnh sửa cũng là một phần của FastStone Capture, cho phép ta thêm vào các ghi chú, xóa các đường nét trong hình, hoặc chỉnh lại độ sáng.
FastStone Capture hỗ trợ xuất ra nhiều dạng file hình ảnh như PNG, GIF, JPG, BMP, TIFF, TGA, PCX và PDF. Phần mềm cũng cho phép lựa chọn giảm số lượng màu để giảm dung lượng file.
Phiên bản mới (6.3) của FastStone Capture có chức năng quay phim màn hình và tiếng động qua ghi âm (microphone), và xuất ra dưới dạng file WMV.

## Các phần mềm tương tự
- Phần mềm chụp màn hình: ScreenHunter
- Phần mềm quay phim màn hình: wink, WebEx